# Aize
Aize is een gemeente in het Franse departement Indre (regio Centre-Val de Loire) en telt 128 inwoners (2004). De plaats maakt deel uit van het arrondissement Issoudun.

## Geografie
De oppervlakte van Aize bedraagt 16,4 km², de bevolkingsdichtheid is 7,8 inwoners per km².
De onderstaande kaart toont de ligging van Aize met de belangrijkste infrastructuur en aangrenzende gemeenten.

## Demografie
Onderstaande figuur toont het verloop van het inwonertal (bron: INSEE-tellingen).